# Kallt blod, heta känslor
Kallt blod, heta känslor (originaltitel Life in Cold Blood) är en naturfilmsserie om fem femtiominutersavsnitt, skriven av David Attenborough för BBC. Serien visades för första gången år 2008 och handlar om reptiler och amfibier. Den vann en BAFTA för bästa specialiserade faktaprogram (Specialist Factual) 2009.